# Dorothy Shineberg
Dorothy Lois Shineberg (* Februar 1927 in Hampton, Melbourne; † 19. August 2004 in Australien) war eine australische Historikerin und Hochschulprofessorin für Pazifikstudien.

## Leben
Dorothy Shineberg erhielt ihren B.A. und Ph.D. an der University of Melbourne, sie hatte außerdem einen M.A. am Smith College in Massachusetts erhalten, wo sie zwei Jahre unterrichtete. Das ursprünglich zu ihrer Zeit als „Colonial Studies“ bezeichnete Fach wurde zu „Pacific Islands studies“, dem Beginn der Pazifikstudien in Australien. Ursprünglich aus dem Bedürfnis, Verwaltungsbeamte für den pazifischen Raum auszubilden, entwickelten die Forscher der Pazifikgeschichte ein Eigenleben, das in einem australischen Historikerstreit zwischen Melbourne und Canberra gipfelte. Ab 1948 war Shineberg an der Australian School of Pacific Administration tätig und hielt ab 1953 erste Unterrichtseinheiten an der Melbourne University. Sie wechselte 1964 an die Australian National University (ANU) in Canberra und wurde dort die erste als Research Fellow anerkannte Wissenschaftlerin am Institute of Advanced Studies. Von 1971 bis 1988 unterrichtete sie im dortigen Fachbereich Geschichte das Fach Pazifische Geschichte.
Sie ist insbesondere bekannt für ihr frühe Teilnahme an der fachwissenschaftlichen Ausprägung der heutigen Pazifikstudien. Ihr Hauptwerk, They Came for Sandelwood, gilt als Klassiker.

## Schriften
- They came for sandalwood. A study of the sandalwood trade in the south-west Pacific, 1830–1865. Melbourne University Press, Melbourne; Cambridge University Press, London, New York 1967. (Zuerst Dissertation, University of Melbourne 1965: The sandalwood trade in the islands of the south-west Pacific, 1830–65 with special reference to the problems and effects of early contact between Europeans and Melanesians.).
- Dorothy Shineberg, Andrew Cheyne: The trading voyages of Andrew Cheyne 1841–1844. (Pacific history series; Nr. 3). Australian National University Press, Canberra 1971.
- Doug Munro, Dorothy Shineberg: Reflections on Pacific Island historiography. (Journal of Pacific studies; Band 20). The University of the South Pacific, Suva, Fiji 1996.
- The people trade. Pacific Island laborers and New Caledonia, 1865–1930. (Pacific islands monograph series; Nr. 16). University of Hawaiʻi Press, Honolulu 1999.

Beiträge (Auswahl):
- Le Discovery à Rapa et à Tahiti, 1791–1792 : journal d'Archibald Menzies. In: Bulletin de la Société des études océaniennes. Papeete, Band 18, Nr. 3, 1981, S. 789–826. ISSN 0373-8957.